# Taihei Katō
Taihei Katō (jap 加藤 大平, Katō Taihei; *  30. Juli 1984 in Wassamu) ist ein japanischer Nordischer Kombinierer.

## Werdegang
Katō begann seine internationale Karriere im Januar 2003 im B-Weltcup der Nordischen Kombination. Bei den Junioren-Weltmeisterschaften 2003 in Sollefteå und 2004 in Stryn konnte er in den Einzelwettbewerben keine vordere Platzierung erzielen. Zwischen 2004 und 2007 konnte er seine Ergebnisse im B-Weltcup beständig steigern und gab somit am 9. März 2007 sein Debüt im Weltcup der Nordischen Kombination. Nachdem er in den ersten beiden Wettbewerben in den Punkterängen landete, beendete er die Saison auf dem 49. Platz in der Sprintweltcup-Gesamtwertung. Bei den Nordischen Skiweltmeisterschaften 2009 in Liberec gewann er gemeinsam mit Yūsuke Minato, Akito Watabe und Norihito Kobayashi die Goldmedaille im Teamwettbewerb. Auch im Weltcup konnte er regelmäßig Platzierungen unter den besten dreißig erreichen und beendete daraufhin die Saison 2008/09 auf dem 29. Platz in der Weltcup-Gesamtwertung. Bei den Olympischen Winterspielen 2010 in Vancouver erreichte er im Einzel von der Normalschanze den 24. und im Einzel von der Großschanze den 30. Platz. Im Teamwettbewerb kam er mit der Mannschaft auf den 6. Platz.

## Statistik

### Weltcup-Platzierungen
| Saison  | Platz | Punkte |
| ------- | ----- | ------ |
| 2006/07 | 50.   | 030    |
| 2007/08 | 48.   | 057    |
| 2008/09 | 29.   | 170    |
| 2009/10 | 30.   | 150    |
| 2010/11 | 31.   | 065    |
| 2011/12 | 25.   | 202    |
| 2012/13 | 14.   | 323    |
| 2013/14 | 37.   | 080    |
| 2014/15 | 19.   | 211    |
| 2015/16 | 49.   | 014    |
| 2016/17 | 40.   | 088    |
| 2017/18 | 37.   | 081    |